# SpaceX CRS-18
SpaceX CRS-18 eller SpX-18 var en obemannad flygning till Internationella rymdstationen med SpaceX:s rymdfarkost Dragon. Farkosten sköts upp av en Falcon 9-raket, från Cape Canaveral SLC-40, den 25 juli 2019. Den 27 juli 2019 dockades farkosten med rymdstationen, med hjälp av Canadarm2.
I lasten fanns bland annat en International Docking Adapter (IDA-3).
Farkosten lämnade rymdstationen den 27 augusti 2019, några timmar senare återinträdde den i jordens atmosfär och landade i Stilla havet.

## Dragon
Flygningen var den tredje för Dragon-kapseln. Tidigare flygningar var CRS-6 och CRS-13.

## Falcon 9
Flygningen var den andra för raketens första steg. Första steget har tidigare använts för att skjuta upp CRS-17.